# Ursel Allenstein
Ursel Allenstein (* 1978 in Frankfurt am Main) ist eine deutsche literarische Übersetzerin. Bedeutung erlangte sie u. a. mit ihren Übersetzungen mehrerer Werke Tove Ditlevsens.

## Leben
Ursel Allenstein absolvierte ein Studium der Skandinavistik, Anglistik und Neueren deutsche Literaturwissenschaft in Frankfurt am Main und Kopenhagen, das sie mit dem Magistergrad abschloss. Anschließend war sie im Verlag Hoffmann und Campe tätig. Seit 2007 lebt sie als freie Übersetzerin in Hamburg. Allenstein übersetzt vorwiegend Belletristik aus dem Dänischen, Schwedischen und Norwegischen ins Deutsche. Sie ist Mitglied im Verband deutschsprachiger Übersetzer literarischer und wissenschaftlicher Werke, VdÜ. Sie erhielt u. a. 2007 das Bode-Stipendium des Deutschen Übersetzerfonds, 2011 und 2020 den Hamburger Förderpreis für Übersetzung sowie 2013 den Förderpreis zum Straelener Übersetzerpreis der Kunststiftung NRW. 2019 wurde ihr der Jane Scatcherd-Preis verliehen – für ihr bisheriges Schaffen, vor allem jedoch für ihre kongeniale Übertragung des Romans Max, Mischa und die Tet-Offensive von Johan Harstad. Sie übersetzte Jonas Eikas Bestseller Efter solen (2018) unter dem Titel Nach der Sonne (2020). Im Jahr 2021 brachte der Aufbau Verlag drei autobiografische Romane Tove Ditlevsens (Barndom, 1967; Ungdom, 1967; Gift, 1971) unter den Titeln Kindheit, Jugend, Abhängigkeit in der Übersetzung Allensteins als Kopenhagen-Trilogie auf Deutsch heraus. Es folgten weitere Übersetzungen aus dem Repertoire Ditlevsens.

## Übersetzungen
- Maria Antas: Wisch und weg. Berlin 2015
- Marie Aubert: Erwachsene Menschen. Hamburg 2021
- Marie Aubert: Kann ich mit zu dir? Hamburg 2022
- Therese Bohman: Die Ertrunkene. Reinbek bei Hamburg 2012
- Tove Ditlevsen: Kindheit. Teil 1 der Kopenhagen-Trilogie. Berlin 2021
- Tove Ditlevsen: Jugend. Teil 2 der Kopenhagen-Trilogie. Berlin 2021
- Tove Ditlevsen: Abhängigkeit. Teil 3 der Kopenhagen-Trilogie. Berlin 2021
- Tove Ditlevsen: Gesichter. Berlin 2022
- Tove Ditlevsen: Böses Glück. Berlin 2023
- Tove Ditlevsen: Vilhelms Zimmer. Berlin 2024.
- Jonas Eika: Nach der Sonne. Berlin 2020
- Johan Harstad: Max, Mischa und die Tet-Offensive. Hamburg 2019
- Johan Harstad: Auf frischer Tat. Hamburg 2022
- Johan Harstad: Unter dem Pflaster liegt der Strand. Berlin 2025
- Christina Hesselholdt: Gefährten. Berlin 2018
- Christina Hesselholdt: Vivian. Berlin 2020
- Michael Hjorth und Hans Rosenfeldt: Der Mann, der kein Mörder war. Ein Fall für Sebastian Bergman 1. Reinbek bei Hamburg 2011
- Michael Hjorth und Hans Rosenfeldt: Die Frauen, die er kannte. Ein Fall für Sebastian Bergman 2. Reinbek bei Hamburg 2012
- Michael Hjorth und Hans Rosenfeldt: Die Toten, die niemand vermisst. Ein Fall für Sebastian Bergman 3. Reinbek bei Hamburg 2013
- Michael Hjorth und Hans Rosenfeldt: Das Mädchen, das verstummte. Ein Fall für Sebastian Bergman 4. Reinbek bei Hamburg 2014
- Michael Hjorth und Hans Rosenfeldt: Die Menschen, die es nicht verdienen. Ein Fall für Sebastian Bergman 5. Reinbek bei Hamburg 2015
- Michael Hjorth und Hans Rosenfeldt: Die Opfer, die man bringt. Ein Fall für Sebastian Bergman 6. Reinbek bei Hamburg 2018
- Michael Hjorth und Hans Rosenfeldt: Die Früchte, die man erntet. Ein Fall für Sebastian Bergman 7. Hamburg 2021
- Michael Hjorth und Hans Rosenfeldt: Die Schuld, die man trägt. Ein Fall für Sebastian Bergman 8. Hamburg 2023
- Sara Johnsen: White Man. Hamburg 2013
- Pia Juul: Das Leben nach dem Happy End. Köln 2011
- Jonas Hassen Khemiri: Die Vaterklausel. Rowohlt 2020
- Kim Leine: Die Untreue der Grönländer. Hamburg 2011
- Kim Leine: Ewigkeitsfjord. München 2014
- Maja Lunde: Die Geschichte der Bienen. München 2017
- Maja Lunde: Die Geschichte des Wassers. München 2018
- Anne Lise Marstrand-Jørgensen: Das indiskrete Leben der Alice Horn. Berlin 2014
- Kjersti A. Skomsvold: Je schneller ich gehe, desto kleiner bin ich. Hamburg 2011
- Kjersti A. Skomsvold: 33. Hamburg 2015
- Kjersti A. Skomsvold: Meine Gedanken stehen unter einem Baum und sehen in die Krone Hamburg 2019
- Sara Stridsberg: Darling River. Frankfurt am Main 2013
- Sara Stridsberg: Traumfabrik. Frankfurt am Main 2010
- Sara Stridsberg: Das große Herz. München 2017